# مجلة بام
مجلة بام (بالإنجليزية: BAM) (العنوان هو اختصار «موسيقى منطقة الخليج Bay Area Music») هي مجلة موسيقية مجانية نصف أسبوعية أسسها ونشرها دينيس إروكان  في منطقة خليج سان فرانسيسكو من يناير 1976 حتى يونيو 1999.

## تاريخها
نُشرت مجلة بام لأول مرة في يناير 1976، وكانت مجلة مجانية نصف شهرية يمولها المعلنون، وفي منتصف الثمانينيات، وصلت المجلة إلى أكبر توزيع لها حيث بلغ 130.000 مرة كل أسبوعين في جميع أنحاء كاليفورنيا، بعد افتتاح مكتب لها في لوس أنجلوس. تم نشر طبعتين منفصلتين، بعد افتتاح مكتب لوس أنجلوس، شمالية وجنوبية، وفي أكتوبر 1994، حصلت المجلة على ناشر جديد، وهو إيرل آدكنز. اشترت الشركة الأم لمجلة بام ، بام ميديا ، حقوق الطبع والنشر لصاروخ سياتل روكيت في عام 1995. تم نشر الإصدار الأخير من المجلة المطبوعة في يونيو 1999. كان تداول الصحيفة وقت الإغلاق 55000. تم استخدام شعار بام كقسم للموسيقى في مطبوعة «هذا الاسبوع This Week» وهو منشور آخر من بام ميديا.
عادت مجلة بام في عام 2011، كمجلة على شبكة الإنترنت، تحت إدارة دينيس ايروكان.
أسس ايروكان في عام 1977، جوائز منطقة الخليج للموسيقى، المعروفة باسم باميز Bammies وهي حفل توزيع جوائز سنوي للموسيقيين في منطقة خليج سان فرانسيسكو. تم التصويت على الفائزين من قراء مجلة بام، وفي عام 1998، تم تغيير اسم Bammies إلى حفل جوائز كاليفورنيا للموسيقى، وفي مارس 2018، أقيم حفل لم الشمل لباميز في سان فرانسيسكو.

## وصلات خارجية
https://bammagazine.com/ مجلة بام
https://bammagazine.com/tag/dennis_erokan/ نسخة محفوظة 19 يوليو 2021 على موقع واي باك مشين. مجلة بام